# Estación de Trenes de Lecco
Estación de ferrocarril de Lecco (en italiano: Stazione di Lecco) es la estación principal de la ciudad y comune de Lecco, en la región de Lombardía, Italia del norte. Inaugurada en 1863, es la estación terminal de cinco líneas, concretamente a Brescia, a Como, a Milán, a Molteno y Monza y a Tirano.
La estación es actualmente administrada por Rete Ferroviaria Italiana (RFI). Sin embargo, el área comercial del edificio de pasajero está administrada por Centostazioni. Ambas compañías son filiales de Ferrovie dello Stato (FS), la compañía de trenes paraestatal de Italia.
Servicios de tren están operados por compañía de ferrocarril regional Trenord.

## Ubicación
La Estación de ferrocarril de Lecco está localizada en Plaza Lega Lombarda, en el borde nororiental del centro de ciudad.

## Historia
La estación se inauguró el 4 de noviembre de 1863, junto con la inauguración de la sección Lecco@–Calolziocorte de la ruta Lecco@–Bergamo.

## Características
El edificio de pasajero está dividido en tres secciones.  La principal  (dónde  hay servicios de huésped para viajeros y el maestro de estación local) consta de dos pisos, mientras que las otras dos secciones son de un solo nivel.
Junto al edificio de pasajero se encuentra una pequeña de un nivel que alberga algunos servicios.
El patio de estación está compuesto de cinco vías, con las plataformas conectaron por dos pasos peatonales subterráneos.  Hay también una plataforma que puede recibir trenes provenientes del sur, y una pista que dirige a las vías mercancías.
En el patio de bienes,  hay unos bienes derramó. Las pistas en el patio de bienes han sido desmanteladas, y los bienes derraman convertidos a almacenamiento. La arquitectura de la cabaña de bienes es muy similar a aquello de otras estaciones de ferrocarril italianas.
Todos los  edificios en la estación tienen un acomodo rectangular.
En 2009, se completaron trabajos de remodelación de la estación cofinanciados por Centostazioni y RFI.  Las renovaciones alteraron la configuración de los espacios dentro del edificio de pasajeros, creando una área central nueva (lobby) y salas a lados.  El trabajo de renovación también implicó la instalación de un nuevo sistema contra incendio y otro equipamiento de tecnológico, el retiro de elementos arquitectónicos como escalones y las extensiones de las rampas, actualización de equipamiento urbano y la renovación de la fachada exterior del edificio con yeso nuevo y un nuevo sistema de iluminación que realza su aspecto por la noche.
En el curso del trabajo de renovación, una entrada secundaria nueva se habilito en Vía Balicco, la carretera que corre paralela a las vías.  El propósito de esta entrada es para mejorar acceso público a la estación, especialmente para viajeros quiénes residen en la parte superior de la ciudad.

## Pasajero y movimientos de tren
La Estación de ferrocarril de Lecco recibe aproximadamente siete millones de pasajero cada año.
La estación está recibe trenes regionales y suburbanos.  Los destinos principales de los trenes regionales son Como, Bergamo, Milano Centrale y Sondrio.  La estación es terminal de la línea S8 del servicio suburbano de trenes de Milán(Milano Porta Garibaldi@–Monza@–Carnate@–Lecco; hourly) y de la línea S7 (Milano Porta Garibaldi@–Monza@–Molteno@–Lecco).
Aproximadamente 154 trenes pasan por la estación diariamente, y sus destinos principales son Monza, Sondrio, Tirano y Milán.

## Intercambio
Delante del edificio de pasajero hay una estación de taxis , y una parada para autobuses suburbanos, los cuales enlazan la estación con el resto de la provincia mediante la estación de autobús en Valsassina.